# Cheilanthes mexicana
Cheilanthes mexicana es una especie de helecho de la familia botánica Pteridaceae. Se distribuye por América

## Descripción
Cheilanthes mexicana se caracteriza por el delgado rizoma rastrero, los últimos segmentos pequeños (0.6-1 mm de diámetro), moniliformes, el haz de la lámina glabro, el envés de la lámina con densas escamas rojas y los indusios enteros. En México, la especie se conoce sólo de los estados de Chihuahua y San Luis Potosí.
Es un helecho corta a largamente rastrero, delgado, las escamas e 1-2.5 mm, linear-lanceoladas, enteras, bicoloras (con la edad); pecíolo 0.8-1.2 veces tan largo como la lámina, castaño a atropurpúreo, terete, lustroso, sin escamas, peloso, los tricomas de 0.5-1 mm, blanquecinos, tortuosos, subadpresos; lámina 3-15 x 1.5-4 cm, lanceolada a elíptico-lanceolada, 3-4-pinnada, el haz glabro, el envés densamente escamoso, las escamas 0.5-1 mm, filiformes, blanquecinas a rojizas, tortuosa, cubriendo por com~pleto las superficie y, a menudo, las costas; pinnas 10-30 pares, 0.7-2 x 0.3-1 cm, alargado-triangulares, equiláteras; últimos segmentos 0.6-1 mm de diámetro, casi circulares, moniliformes, cuculados; raquis y costas castaño, pelosos; nervaduras no visibles; indusio reflexo, no decurrente, entero, escarioso, más angosto que la porción verde del margen recurvado, glabro entre la porción escariosa y la porción verde; esporas pardas.

## Distribución y hábitat
Se encuentra en acantilados, laderas de taludes, laderas rocosas arboladas, en la base de peñas, a una altitud de 2000-2600 m s. n. m., en México y Guatemala.

## Taxonomía
Cheilanthes mexicana fue descrita por George Edward Davenport y publicado en Bulletin of the Torrey Botanical Club 15: 227. 1888.